# マヌエル・ディアナ
マヌエル・ディアナ（Manuel Diana、1996年3月7日 - ）は、スーペル・ラグビー・アメリカス、ペニャロール・ラグビーに所属するラグビーユニオン選手。

## プロフィール
- ウルグアイ・モンテビデオ出身[1]。
- ポジションはナンバーエイト(No.8)。
- 身長 188cm、体重 103kg
- U20ウルグアイ代表に選ばれたことがある[2]。
- ウルグアイ代表キャップは38（2025年3月現在）でワールドカップ2019のウルグアイ代表に選ばれた[3]。

## 略歴
2020年、トロント・アローズに加入。
2022年、ペニャロールに加入。